# واپیچه

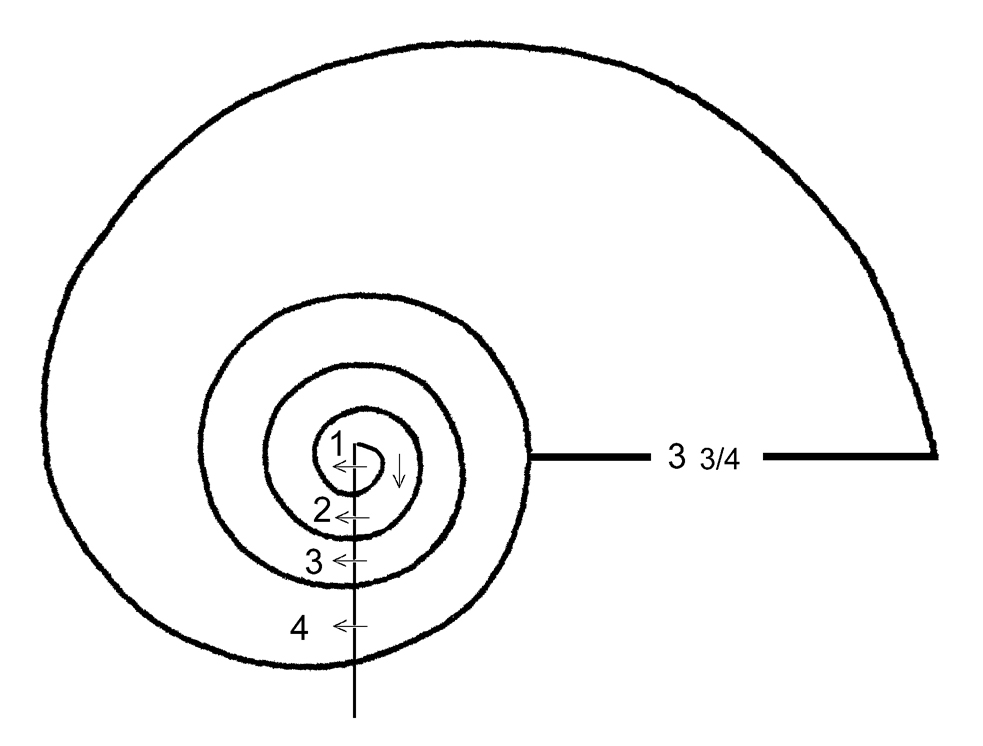
شمارش واپیچه‌های شکم‌پایان. در این نمونه، صدفی مشاهده می‌شود که واپیچه‌های ¾۳ دارد، چهارمین واپیچه آن گسترش سریع‌تری نسبت به واپیچه‌های ۱ تا ۳ دارد.

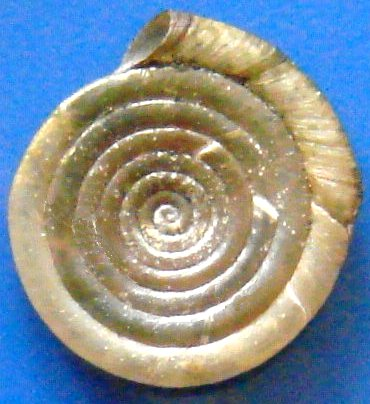
نمایی از بخش واپیچه‌ای صدف یک حلزون گِردپیچ. این صدف هفت و نیم واپیچه دارد.

به هر یک از پیچش‌های ۳۶۰ درجه‌ای در رشد مارپیچی صدف نرم‌تنان، واپیچه (whorl) گفته می‌شود. ترکیب مارپیچی صدف و وجود واپیچه‌ها در بسیاری از شکم‌پایان دیده می‌شود اما صدف سرپایانی چون ملوانک Nautilus، مارپیچه‌ها Spirula، و زیررده بزرگی از سرپایان منقرض به نام شاخ‌قوچی‌ها ammonites هم صدف‌های مارپیچی داشتند.
هر گاه نواره‌ای برجسته دارد که با رشد صدف تکرار می‌شود و به این نواره، درز گفته می‌شود.
به طور کلی، پیچش صدف‌ها دو نوع دارد که یکی موافق با حرکت عقربه‌های ساعت و دهانه در سمت راست است و راستگرد Dextrogyrate نامیده می‌شود و دیگری مخالف جهت عقربه ساعت و دهانه در سمت چپ است که چپگرد Sinistrogyrate نام دارد.
در این پیچش اگر حجره آخر بقیه حجره‌ها را بپوشاند به آن پوشنده‌پیچ Involute و اگر تمام پیچ‌ها دیده شوند به آن ناپوشنده‌پیچ Evolute می‌گویند. در حالت ناپوشنده‌پیچ اگر دورها به‌هم چسبیده باشند به آن چسبیده‌پیچ Advolute و اگر دورهای اول بهم چسبیده و دور آخر باز شده باشد به آن گشوده‌پیچ Convolute می‌گویند.